# IBEX (спутник)
IBEX (англ. Interstellar Boundary Explorer — «Исследователь межзвёздных границ») — американский научно-исследовательский спутник, предназначенный для изучения границы Солнечной системы и межзвёздного пространства. 
Запущен 19 октября 2008 года с борта самолёта L-1011 Stargazer с помощью ракеты-носителя Pegasus XL.
Основной задачей спутника является исследование взаимодействия солнечного ветра с межзвёздным веществом.

## Исследования
Проект IBEX призван помочь ответить на следующие вопросы:
- Каковы физические характеристики и структура внутренней ударной волны;
- Как во внутренней ударной волне ускоряются энергичные протоны;
- Каковы глобальные свойства потока солнечного ветра за пределами ударной волны и в направлении хвоста гелиосферы;
- Как межзвёздная среда за пределами гелиопаузы взаимодействует с гелиосферой.

## Инструменты
Для осуществления своей миссии на спутнике смонтированы две камеры энергичных нейтральных атомов
Камера IBEX-Hi
предназначена для регистрации частиц высоких энергий и работает в диапазоне от 0,3 до 6 кэВ.
Камера IBEX-Lo
предназначена для регистрации частиц в диапазоне от 0,01 до 2 кэВ.

## Результаты
10 июля 2013 года данные, полученные спутником, подтвердили наличия плазменного хвоста Солнечной системы.